# Піросмані (фільм)
«Піросмані» (рос. «Пиросмани») — грузинський радянський художній фільм 1969 року кінорежисера Георгія Шенгелая.

## Сюжет
Сцени з життя геніального художника-примітивіста Ніко Піросмані (1862-1918). Ряд примхливо збудованих новел оповідає про молоді роки митця, його спроби зайнятися торгівлею, поневіряння, невдале сватання, зустріч з єдинимим коханням до мандруючої співачки, його самотність, пізнє визнання і гіркий кінець.

## Актори
- Автанділ Варазі — Ніко Піросмані
- Додо Абашидзе — друг Піросмані
- Гіві Александрія
- Спартак Багашвілі — Карачохелі
- Теймураз Берідзе
- Коте Даушвілі
- Марія Гварамадзе
- Амір Какабадзе
- Розалія Мінчін
- З. Калдані
- Зураб Капіанідзе
- Олександр Рехвіашвілі
- Ніно Сетурідзе
- Борис Ціпурія

## Нагороди
- Приз міжнародного кінофестивалю у Азоло (1974) за найкращий біографічний фільм (Георгій Шенгелая).
- Приз "Золотий Хьюго" (гран-прі) міжнародного кінофестивалю у Чикаго (1974) (Георгій Шенгелая).